# Delia longicauda
Delia longicauda är en tvåvingeart som först beskrevs av Gabriel Strobl 1898.  Delia longicauda ingår i släktet Delia och familjen blomsterflugor. Arten är reproducerande i Sverige. Inga underarter finns listade i Catalogue of Life.